# Pinhalão
Pinhalão est une municipalité brésilienne située dans l'État du Paraná.